# Patricio Pedro Escobal López
Patricio Pedro Escobal López   (Logronyo, 24 d'agost de 1903 - Nova York, 25 de novembre de 2002), conegut simplement com a Perico Escobal, va ser un futbolista exiliat als Estats Units durant la Guerra Civil espanyola.

## Biografia

### Com a futbolista
Nascut a Logronyo el 1903, de pare biscaí i mare riojana. En finalitzar el batxillerat, va estudiar a Madrid enginyeria industrial. Havent jugat a futbol a l'escola, el 1921 va debutar a Oporto amb el Reial Madrid. Amb l'equip madrileny va formar una gran defensa, arribat a ser capità i sent elogiat per la premsa de l'època.
Malgrat que no va arribar a debutar amb la selecció espanyola, va ser convocat pels Jocs Olímpics d'Estiu de 1924, esdevenint el primer esportista olímpic de La Rioja.
El 15 de juny de 1924 va participar en el partit d'inauguració de l'estadi logronyès de las Gaunas amb el CD Logroño.
El 1928 deixa el Reial Madrid per malaltia i per finalitzar els seus estudis d'enginyeria. Juga al Racing Club de Madrid i el Nacional, tornant al Reial Madrid CF per jugar-hi la temporada 1930-31 on disputà quatre partits a Primera divisió. Escobal va acabar la seva carrera al CD Logroño on guanyà el Campionat Regional Guipuscoà.

### Empresonament i exili
Perico Escobal estava afiliat a Izquierda Republicana i durant la seva trajectòria esportiva es posicionà a favor de la professionalització del futbol i la creació d'un sindicat de futbolistes.
Va ser detingut al juliol del 1936 a Logronyo acusat de maçó, d'ajudar la causa republicana i de contribuir a la crema de convents a Madrid. Va ser empresonat durant tres anys, on va contraure l'anomenat mal de Pott.
El 1939 es va embarcar a Portugalete al vaixell Magallanes amb la seva dona i un fill, establint-se a Nova York. No va tornar a Espanya excepte per enterrar la seva mare als anys 50.